# گایانه پایتیان
گایانه آلبرتی پایتیان ارمنی: Գայանե Ալբերտի Փայտյան؛  ۳۰ ژوئن ۱۹۷۴ - درگذشته ۲۷ اکتبر ۲۰۲۲) یک روزنامه‌نگار، فیلم‌نامه‌نویس، مجری تلویزیونی و مدرس اهل ارمنستان بود.

## زندگی‌نامه
وی در ۳۰ ژوئن ۱۹۷۴ در ایروان به دنیا آمد و از دانشکده لغت‌شناسی دانشگاه دولتی ایروان فارغ‌التحصیل شد.  وی در ۲۷ اکتبر ۲۰۲۲ در سن سالگی در ایروان درگذشت.

## یادداشت
1. ↑  հեռուստահաղորդավար
2. ↑  դասախոս